# Bad Brückenau
Bad Brückenau is een gemeente in de Duitse deelstaat Beieren, gelegen in het Landkreis Bad Kissingen. De stad telt 6.470 inwoners.

## Geografie
Bad Brückenau heeft een oppervlakte van 23,73 km² en ligt in het zuiden van Duitsland.
Aura a.d. Saale ·
Bad Bocklet ·
Bad Brückenau ·
Bad Kissingen ·
Burkardroth ·
Elfershausen ·
Euerdorf ·
Fuchsstadt ·
Geroda ·
Hammelburg ·
Maßbach ·
Motten ·
Münnerstadt ·
Nüdlingen ·
Oberleichtersbach ·
Oberthulba ·
Oerlenbach ·
Ramsthal ·
Rannungen ·
Riedenberg ·
Schondra ·
Sulzthal ·
Thundorf i.UFr. ·
Wartmannsroth ·
Wildflecken ·
Zeitlofs